# Тоба (округ)
То́ба (индон. Toba) — округ в провинции Северная Суматра. Административный центр — город Балиге.

## История
Округ был выделен в 1998 году из округа Северное Тапанули и изначально носил название «Тоба-Самосир». В марте 2020 с учетом произошедшего ранее выделения территории острова Самосир в отдельный округ он был переименован в округ Тоба.

## Население
Согласно оценке 2005 года, на территории округа проживало 168 596 человек.

## Административное деление
Округ делится на следующие районы:
- Аджибата
- Балиге
- Бор-Бор
- Хабинсаран
- Лагу-Боти
- Лумбан-Джулу
- Нассау
- Пинту-Похан-Меранти
- Порсеа
- Сиантар-Нарумонда
- Сигумпар
- Силаэн
- Тампахан
- Улуан
- Пармаксиан
- Бонатуа-Лунаси